# Comoclathris planispora
Comoclathris planispora är en svampart som tillhör divisionen sporsäcksvampar, och som först beskrevs av Ellis, och fick sitt nu gällande namn av Jost Harr. Comoclathris planispora ingår i släktet Comoclathris, och familjen Diademaceae. Arten är reproducerande i Sverige.